# Nové fórum

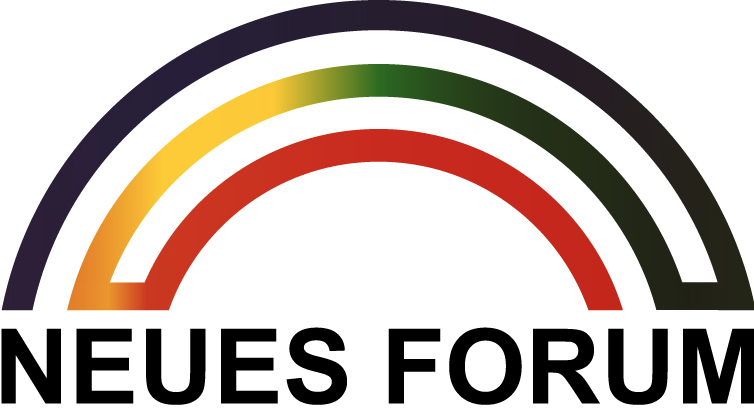
NEUES FORUM

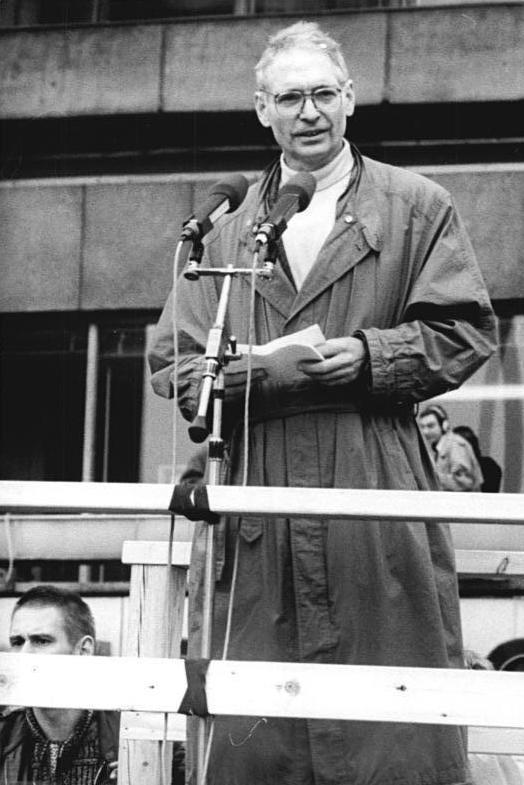
Jens Reich na demonstraci Nového fóra 4. 11. 1989

Nové fórum (německy Neues Forum) byla nezávislá občanská iniciativa v Německé demokratické republice, která patřila k iniciátorům změny režimu nazývané Die Wende. Vznikla v noci z 9. na 10. září 1989 v Berlíně, kde skupina opozičních intelektuálů vydala výzvu Čas nazrál – Odchod 89 (Die Zeit ist reif – Aufbruch 89), v níž reagovala na rostoucí emigraci z NDR, upozornila na atmosféru strachu ve společnosti, na sociální a ekologickou krizi a vyzvala k dialogu mezi stranickým vedením a širokou veřejností o potřebných reformách. Žádost Nového fóra o registraci byla východoněmeckými úřady zamítnuta, ale ustavující prohlášení hnutí získalo okolo 200 000 signatářů. Nové fórum zorganizovalo shromáždění v Lipsku 16. října 1989, na němž 120 000 lidí skandovalo protivládní hesla. Následovala vlna masových demonstrací, které vedly k odstoupení Ericha Honeckera, pádu Berlínské zdi 9. listopadu 1989 a zavedení svobodných voleb.
Cílem Nového fóra byla demokratizace východoněmeckého režimu, nikoli jeho likvidace. Vývoj směřující ke znovusjednocení Německa proto vedl k názorovému rozkolu (v lednu 1990 vznikla v Saské Kamenici odštěpenecká Německá strana fóra, která se později spojila se Svobodnou demokratickou stranou) a k politické marginalizaci hnutí. V únoru 1990 vytvořilo Nové fórum spolu s Iniciativou pro mír a lidská práva a se sdružením Demokracie teď koalici Svaz 90, která ve volbách v březnu 1990 získala pouze 12 ze 400 poslaneckých mandátů. V září 1991 se Svaz 90 transformoval na politickou stranu, i když část členů provozuje Nové fórum nadále jako občanské sdružení. V roce 1993 se Svaz 90 spojil se západoněmeckou Stranou zelených a vytvořili Svaz 90/Zelení. Odpůrci tohoto spojení, které vedl Matthias Platzeck, ze strany vstoupili a založili Občanskou alianci svobodných voličů.

## Představitelé Nového fóra
- Rolf Henrich (* 1944), právník
- Bärbel Bohleyová (1945–2010), výtvarnice[3]
- Katja Havemannová (* 1947), pedagožka
- Reinhard Schult (* 1951), dělník
- Jens Reich (* 1939), molekulární biolog
- Martin Böttger (* 1947), fyzik
- Joachim Gauck (* 1940), pastor[4]
- Johanna Wanková (* 1951), matematička
- Erika Dreesová (1935–2009), lékařka